# 쌀과 소금의 시대
《쌀과 소금의 시대》(영어: The Years of Rice and Salt)는 킴 스탠리 로빈슨의 2002년 장편 SF소설이다. 역사의 승자가 서양에서 동양으로 바뀌었다는 가정 하에, 환생 소재를 이용하여 서기 14세기부터 21세기까지 7백여 년에 걸친 세계사를 재구성한 '대체역사소설'이다. 대한민국에는 열림원에서 박종윤 번역으로 출간되었다. 2003년 로커스상을 수상하였다.